# Ніканор (Климентіївський)
Митрополит Ніканор (в миру Микола Степанович Клементіївський; *26 листопада 1787, Сергієв Посад — †17 вересня 1856 Санкт-Петербург) — церковний діяч Російської імперії. Єпископ Російської православної церкви, єпископ Калузький і Боровський; Мінський і Гродненський у Білорусі.
Архієпископ Волинський і Житомирський; Варшавський і Новогеоргіївський. З 20 листопада 1848 Новгородський, Санкт-Петербурзький, Естляндський і Фінляндський, первенствуючий член Святійшого Правлячого Синоду.
В Україні — архієпископ Волинський і Житомирський.

## Біографія
Народився в сім'ї священика Успенської, що в Клементьєві, церкви Сергієва Посада Московської єпархії, Стефана Алексєєва. У 1797 році вступив до Троїцької духовної семінарії, де йому було дане прізвище Клементіївський — по приходу його батька.
Після закінчення семінарії, 1809 митрополит Московський Платон (Левшин) призначив його в ту ж семінарію учителем грецької і єврейської мов; пізніше також викладав риторику.
9 квітня 1812 єпископом Євгенієм Казанцевим пострижений у чернецтво; висвячений у сан ієродиякона митрополитом Платоном, у сан ієромонаха архієпископом Августином (Виноградським). У липні 1813 — соборний ієромонах Московського ставропігійного Донського монастиря.
З 31 жовтня 1814 — архімандрит, настоятель Спасо-Віфанського монастиря.
У серпні 1818 призначено ректором і професором богослов'я Віфанської семінарії з призначенням у члени Московської консисторії і переміщенням в Коломенський Голутвин монастир. 19 квітня 1819 переміщений в Московський Високопетрівський монастир.
У 28 березня 1826 року хіротонізований на єпископа Ревельского, вікарія Петербурзької єпархії з дорученням управління Сергієвою пустинню; в Петербурзі зробився близьким помічником митрополита Серафима (Глаголевского).
З 9 вересня 1831 — єпископ Калузький і Боровський. У Калузі він пробув три роки, залишивши по собі гарні спогади.
З 5 вересня 1834 — єпископ Мінський і Гродненський.
21 квітня 1835 возведений у сан архієпископа.
Під час його служіння в Мінську було звернуто більше 16 тисяч чоловік, а в 1839 році він був присутній і на загальному торжестві возз'єднання уніатів.
З 28 січня 1840 — архієпископ Волинський і Житомирський, архімандрит Почаївської Лаври.
У перший рік його служіння волинська кафедра була переміщена з Почаївської Лаври в Житомир, так що архієпископу чимало довелося понести турбот по влаштуванню на новому місці. Багато слідів його дбайливості збереглося і в Почаївській Лаврі: він влаштував особливий боковий вівтар в головному лаврському храмі в ім'я Миколая Чудотворця, прикрасив дорогоцінною ризою чудотворну ікону Почаївської Божої Матері, поновив монастирські будівлі, упорядкував лаврський хор. У єпархії з його ініціативи були організовані катехитичні повчання для народу.
З Житомира в травні 1842 року був викликаний до Петербурга для участі в Святійшому Синоді.
У період перебування в Петербурзі, 17 січня 1843 призначений архієпископом Варшавським і Новогеоргіївським із залишенням на посаді архієпископа Волинського.
Найвищим рескриптом від 4 листопада 1848, зважаючи на «тяжку і довготривалу недугу» митрополита Новгородського і Санкт-Петербурзького Антонія (Рафальського), останній був звільнений з Новгородської єпархії, яка була довірена архієпископу Ніканору з дорученням керувати і Санкт-Петербурзької єпархією під час хвороби Антонія, з возведенням у сан митрополита. 20 листопада того ж року призначений на столичну кафедру.
26 серпня 1856 в Москві брав участь у коронації імператора Олександра II, співслужив митрополитові Московському Філарету (Дроздову).
17 вересня 1856 о третій годині п'ять хвилин пополудні помер. Похований у Духівській церкві Олександро-Невської Лаври, під Царськими вратами.

## Праці
- Избранные слова и речи в 3-х томах. СПб, 1857.
- Изъяснение текста в XII главах послания ап. Павла к римлянам.